# Das vierte Gebot (film 1914)
Das vierte Gebot è un cortometraggio muto del 1914 diretto da Carl Rudolf Friese.
Fu il primo adattamento cinematografico del lavoro teatrale omonimo di Ludwig Anzengruber messo in scena in prima al Josefstädter Theater di Vienna il 29 dicembre 1877, che in seguito venne portato numerose volte sullo schermo sia al cinema che in tv.

## Produzione
Il film fu prodotto dalla Wiener Kunstfilm.

## Distribuzione
Uscì nelle sale cinematografiche nel 1914, proiettato a Vienna il 27 marzo.